# Ильяно
Ильяно (итал. Igliano) — коммуна в Италии, располагается в регионе Пьемонт, в провинции Кунео.
Население составляет 82 человека (2008 г.), плотность населения составляет 27 чел./км². Занимает площадь 3 км². Почтовый индекс — 12060. Телефонный код — 0174.
Покровителем коммуны почитается святой апостол Андрей, празднование 30 ноября.

## Демография
Динамика населения:

## Администрация коммуны
- Официальный сайт: